# Starynia
Starynia [pronunciación en polaco: /staˈrɨɲa/] (en alemán: Altenau) es un pueblo en el distrito administrativo de Gmina Lichnowy, dentro del Distrito de Malbork, Voivodato de Pomerania, en el norte de Polonia. Se encuentra a unos 4 kilómetros sureste de Lichnowy, 9 kilómetros al noroeste de Malbork, y 38 kilómetros al sureste de la capital regional, Gdańsk.
Antes de 1772, la zona formaba parte del Reino de Polonia, entre 1772 y 1919 de Prusia y Alemania, entre 1919 y 1939 de la Ciudad Libre de Danzig, y entre 1939  y febrero de 1945 de la Alemania nazi. En 1945 regresó a Polonia. Para conocer la historia de la región, consulte Historia de Pomerania .
El pueblo tiene una población de 60 habitantes.